# Gislebert II de Faucogney
Gislebert II de Faucogney est un noble comtois,, seigneur de Faucogney et vicomte de Vesoul à partir de 1090
Sa descendance est inconnue.